# Olaf Ryes plass
Olaf Ryes plass (1-11, 2-22) er en plads på Grünerløkka i Oslo, opkaldt efter den dansk-norske officer og idrætsmand, generalmajor Olaf Rye.
Pladsen er afgrænset af Sofienberggata, Thorvald Meyers gate, Grüners gate og Markveien.
Pladsen var en åben mark til langt op i 1880'erne. Grunden blev købt af kommunen fra familien Grüner for 10.000 kroner i 1883. Efterhånden blev der anlagt en smal gadestrækning på skrå fra Markveien til Thorvald Meyersgade med holdeplads for hestedroscher på midten af pladsen. Omkring 1890 fik pladsen spadserestier, fontæner og monumentet over Eilert Sundt. Vognmændene blev henvist til hjørnet af pladsen ved krydset Markveien – Sofienberggade. Den skrå gade gennem Olaf Ryes plass blev brugt til færdsel helt frem til sidste halvdel af 1930'erne.
Nr. 2 er det tidligere kristelige forsamlingshus Hauges Minde.